# Farah Baker
Farah Baker (née en 1998) est une Palestinienne vivant dans la bande de Gaza. Elle est devenue célèbre pour ses publications sur Twitter pendant le conflit israélo-palestinien de 2014, lorsqu'elle a partagé en direct son expérience de bombardements depuis Gaza.

## Biographie
Farah Baker est née en 1998 dans la bande de Gaza. Elle est issue d'une famille vivant à proximité de l'hôpital Al-Shifa, l'un des principaux hôpitaux de Gaza. Pendant l'été 2014, alors qu'elle avait 16 ans, Baker commence à tweeter en direct sur les bombardements israéliens, attirant rapidement l'attention internationale. Ses tweets décrivaient en détail les conditions de vie durant les raids aériens et les impacts émotionnels des conflits quotidiens sur les civils. Son nombre d'abonnés est passé de 800 à plus de 166 000 en quelques jours. Ses messages, souvent accompagnés de photos et de vidéos, ont capturé l'attention du public mondial et ont été relayés par de nombreux médias internationaux tels que NBC News, Reuters, et Al Jazeera,.

## Réception et critiques
Les tweets de Baker ont suscité des réactions diverses. Certains ont salué son courage et son authenticité pour rendre compte des horreurs de la guerre. Après qu'elle s'est comparé à Anne Frank, de nombreuses personnes dont des universitaires ont fait remarquer ce parallèle entre sa situation et celle de cette célèbre adolescente juive, dont l'expérience de la Seconde Guerre mondiale nous est connue à travers son journal intime,. Cette comparaison est critiquée par certains commentateurs au motif qu'elle serait injuste pour Anne Frank et pour Farah Baker, en effaçant les spécificités de leurs souffrances. Concernant le lien entre ces deux figures, Anna Reading commente:

« Farah Baker et Anne Frank ont toutes deux des entrées dans Wikipedia. Celle de Farah Baker ne comporte que quelques paragraphes, tandis que celle d'Anne Frank s'étend sur plusieurs pages. Mais si la page de Farah Baker comporte un lien vers celle d'Anne Frank, il ne s'agit pas d'un lien réciproque. Un lecteur d'Anne Frank peut ignorer totalement les messages et l'histoire de cette jeune femme musulmane contemporaine à Gaza. »

Dans son livre War in 140 Characters (en) paru en 2017, David Patrikarakos consacre son premier chapitre à Farah Baker. Il caractérise les témoignages de celle-ci comme une forme de cybermilitantisme, voire même une manière de mener la guerre contre Israël en manipulant les journalistes et l'opinion publique au niveau global. Dans le chapitre suivant, il décrit comment le service communication de Tsahal a réagi pour atténuer l'attention que la voix de Baker était en train de gagner. Dans un interview accordé à The Times of Israel, il qualifie ainsi cette jeune femme exprimant notamment sa peur de mourir sur les réseaux sociaux de « soldate » dans une « guerre de l'information ». Dans cette même perspective, l'armée des États-Unis choisit de décortiquer ses tweets et la détresse qu'ils véhiculent dans un rapport stratégique sur l'orientation de la couverture médiatique en contexte de guerre.
Elle est souvent comparée à Bana Alabed[Par qui ?].